# Magnus Kirt
Magnus Kirt (ur. 10 kwietnia 1990) – estoński lekkoatleta specjalizujący się w rzucie oszczepem. Rekordzista kraju i olimpijczyk. 
W pierwszych latach kariery startował w różnych konkurencjach lekkoatletycznych, w 2007 roku reprezentował Estonię w skoku wzwyż podczas olimpijskiego festiwalu młodzieży Europy. Na rzucie oszczepem skupił się po zakończeniu kariery juniorskiej, jednak w pierwszych latach nie odnosił znaczących sukcesów międzynarodowych. Wziął udział w igrzyskach olimpijskich w Rio de Janeiro w 2016 roku, w eliminacjach rzucił najdalej na odległość 79,33 i zajmując 23. miejsce nie awansował do finału. Rok później został finalistą mistrzostw świata. W 2018 roku uczestniczył w mistrzostwach Europy rozgrywanych w Berlinie gdzie z odległością 85,96 zajął trzecie miejsce. Jesienią 2019 roku został wicemistrzem świata, w finale doznał poważnej kontuzji i musiał zakończyć konkurs przed ostatnią kolejką.
Medalista mistrzostw Estonii oraz mistrzostw krajów bałtyckich. 
Rekord życiowy: 90,61 (22 czerwca 2019, Kuortane), rekord Estonii.

## Osiągnięcia
| Rok  | Impreza                               | Miejsce        | Lokata            | Wynik |
| ---- | ------------------------------------- | -------------- | ----------------- | ----- |
| 2009 | Mistrzostwa Europy juniorów           | Nowy Sad       | el. – 22. miejsce | 63,75 |
| 2011 | Młodzieżowe mistrzostwa Europy        | Ostrawa        | el. – 18. miejsce | 66,35 |
| 2013 | Uniwersjada                           | Kazań          | el. – 16. miejsce | 69,11 |
| 2014 | Mistrzostwa Europy                    | Zurych         | el. – 23. miejsce | 74,33 |
| 2015 | Uniwersjada                           | Gwangju        | 8. miejsce        | 76,65 |
| 2015 | Mistrzostwa świata                    | Pekin          | el. – 22. miejsce | 78,84 |
| 2016 | Mistrzostwa Europy                    | Amsterdam      | el. – 26. miejsce | 74,64 |
| 2016 | Igrzyska olimpijskie                  | Rio de Janeiro | el. – 23. miejsce | 79,33 |
| 2017 | I liga drużynowych mistrzostw Europy  | Vaasa          | 2. miejsce        | 83,60 |
| 2017 | Mistrzostwa świata                    | Londyn         | 11. miejsce       | 80,48 |
| 2018 | Mistrzostwa Europy                    | Berlin         | 3. miejsce        | 85,96 |
| 2019 | II liga drużynowych mistrzostw Europy | Varaždin       | 1. miejsce        | 81,47 |
| 2019 | Mecz Europa – USA                     | Mińsk          | 2. miejsce        | 88,91 |
| 2019 | Mistrzostwa świata                    | Doha           | 2. miejsce        | 86,21 |